# Bob et Bobette : Le Diamant sombre
Pour les articles homonymes, voir Bob et Bobette (homonymie) et Diamant (homonymie).
Pour plus de détails, voir Fiche technique et Distribution.
Bob et Bobette : Le Diamant sombre (Suske en Wiske: De duistere diamant) est un film belgo-néerlandais réalisé par Rudi Van Den Bossche (nl), sorti en 2004.
Le film est une adaptation de la bande dessinée Le Diamant sombre de Willy Vandersteen.
Le tournage a commencé à l'été 2003, après des retards dus à des effets spéciaux coûteux et des changements d'acteurs. Au départ, il était prévu que Dominique Deruddere dirigerait le film. Mais lorsque les producteurs n'ont pas pu obtenir le budget nécessaire (l' Union européenne ayant refusé une demande de subvention pour le film), les préparatifs ont été interrompus pendant plus d'un an. Deruddere a ensuite abandonné. Le projet a reçu le feu vert mi-2003, Rudi Van Den Bossche remplaçant Deruddere. Le tournage a commencé à l'été 2003.
Le diamant noir a été diffusé pour la première fois les 18 (Belgique) et 19 février (Pays-Bas) 2004.

## Synopsis
Tante Sidonie est atteinte d'un mal étrange sous l'influence d'un diamant sombre. Pour la sauver, Bob et Bobette doivent se rendre au XVe siècle afin d'y rencontrer un alchimiste.

## Fiche technique
- Titre original : Suske en Wiske: De duistere diamant
- Titre : Bob et Bobette : Le Diamant sombre
- Réalisation : Rudi Van Den Bossche (nl)
- Scénario : Patricia Beysens et Ilse Somers (nl), d'après Willy Vandersteen.
- Format : couleur, son DTS
- Pays : Belgique, Allemagne
- Langue : Néerlandais
- Durée : 85 minutes
- Date de sortie : 2004

## Distribution
| Acteur                | Personnage                 |
| --------------------- | -------------------------- |
| Joeri Busschots       | Bob                        |
| Céline Verbeeck       | Bobette                    |
| Dirk Roofthooft       | Lambique                   |
| Peter Van Den Begin   | Tante Sidonie              |
| Crets Stany           | Jérôme                     |
| Tuurt De Weert        | Professeur Barabas         |
| Thekla Reuten         | Alwina                     |
| Rik Launspach         | Le baron Roge de Lacheloze |
| Urbanus               | Sjaak                      |
| Willeke van Ammelrooy | Clara                      |
| Vital Baeken          | un soldat                  |
| Sven De Ridder        | un juge                    |
| Daan Hugaert          | le magicien de la tour     |
| Hans De Munter        | un juge                    |
| Peter Rouffaer        | un client de l'auberge     |
| Herr Seele            | Tête chauve                |
| Henk van Ulsen        | un socier                  |
| Marc Van Eeghem       | un client de l'auberge     |
| Franck Van Kuyk       | un soldat                  |
| Coen van Vlijmen      | un serviteur               |
| Alex Wilequet         | un juge                    |
| Luk Wyns              | un bourreau                |

## DVD
Le film est apparu en DVD le 24 août 2004.

## Anecdotes
- Le château du baron est le château de Cleydael à Aartselaar .
- Les scènes de la tour et de la grotte ont été enregistrées dans un studio sur écran vert à Rotterdam. Les roches ont été ajoutées plus tard par ordinateur. Pour ces décors, le tournage a été réalisé dans les grottes de Han .
- Parmi les protagonistes, Céline Verbeeck et Stany Crets sont les deux seuls acteurs qui n'ont pas changé. Les autres personnages avaient à l'origine quelqu'un d'autre de prévu pour le rôle.
- Les scènes médiévales ont été tournées à Bokrijk .
- Au début du film, un sosie de Willy Vandersteen apparaît. De cette manière, le père spirituel déjà décédé de Bob et Bobette pouvait encore jouer un rôle dans le film.
- L'intro du film a été en partie enregistrée à Huijbergen .
- Le film change certains détails de la bande dessinée. Dans l'histoire originale, le diamant est transmis de personne à personne afin que personne ne soit maudit à cause de lui. Dans le film, c'est Sidonie qui est maudite pendant toute l'histoire. En conséquence, elle ne remonte pas dans le passé avec Lambique et Alwina. Jérôme a eu beaucoup de scènes dans le film alors que son rôle dans la bande dessinée ne comportait que deux pages.
- Après plusieurs tentatives infructueuses en Belgique, le film a reçu un soutien financier des Pays-Bas. Pour cette raison, deux acteurs néerlandais ont été choisis pour les rôles du baron et d'Alwina. L'auberge De Ganzenhoeve a également été déplacée aux Pays-Bas dans le film.
- L'histoire se déroule soi-disant au Moyen Âge, mais l'année 1558 fait déjà partie des Temps modernes.

## Sources
1. ↑  L'adaptation cinématographique de "Bob et Bobette" peut déjà commencer cet été. " De Morgen , 12 juin 2003.

- (nl) Cet article est partiellement ou en totalité issu de l’article de Wikipédia en néerlandais intitulé « De duistere diamant (film) » (voir la liste des auteurs).